# Besart Abdurahimi
Besart Abdurahimi (Zagreb, 31. srpnja 1990.) je hrvatsko-makedonski nogometaš albanskog porijekla koji trenutačno nastupa za mostarski Zrinjski. Igra na poziciji napadača.

## Vanjske poveznice
- Profil na Transfermarktu
- Profil na Soccerwayu